# 王中 (1906年)
王中（1906年—1981年），男，浙江余姚人，中华人民共和国政治人物，曾任安徽省人民委员会副省长，安徽省政协副主席，第五届全国政协委员。